# ویرنکوو
ویرنکوو (به انگلیسی: Veeranakavu) یک روستا در هند است که در تریواندروم واقع شده‌است.

## خصوصیات
ویرنکوو ۲۵٬۸۱۳ نفر جمعیت دارد.